# 首都

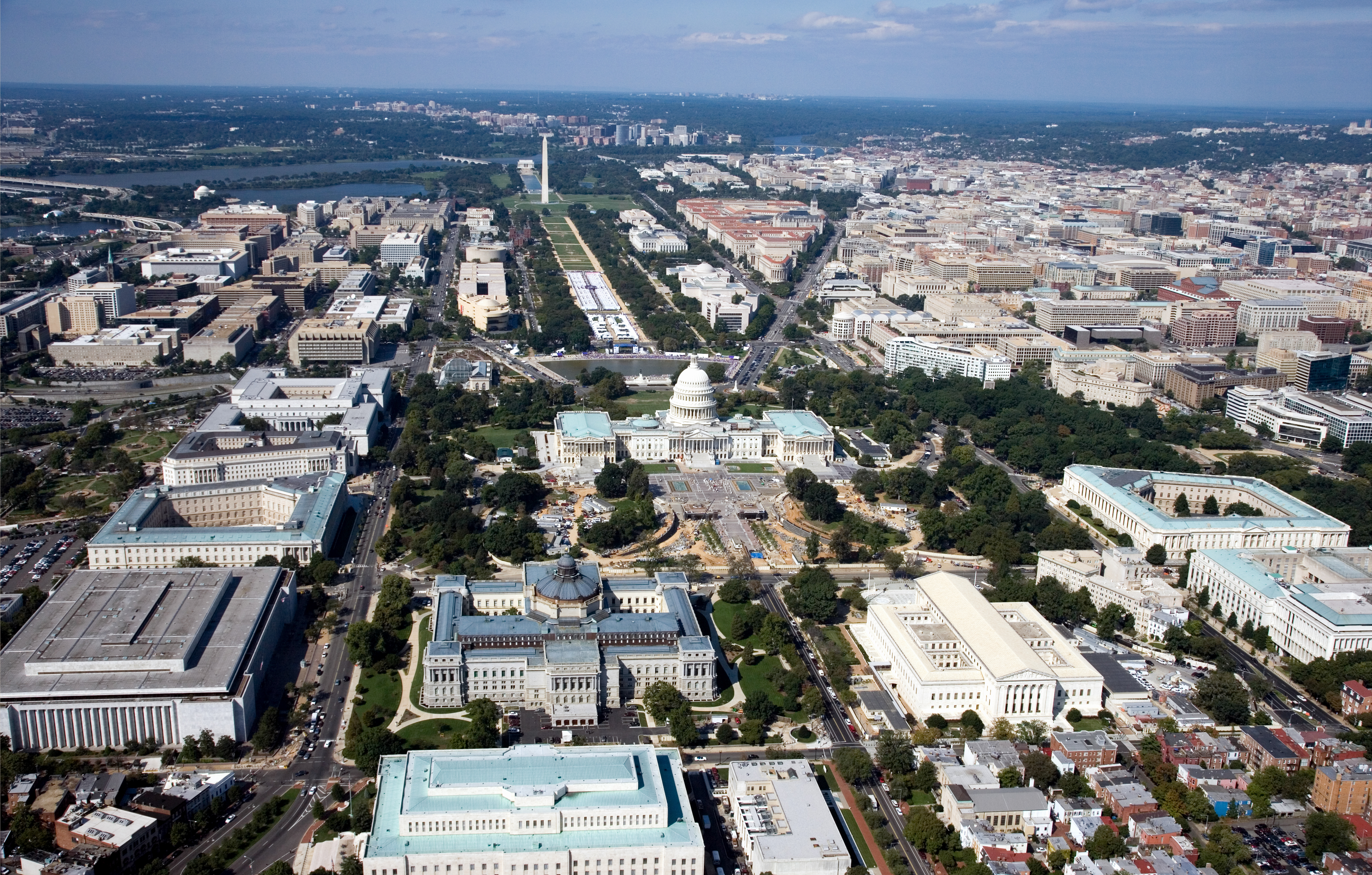
アメリカ合衆国の首都・ワシントンD.C.

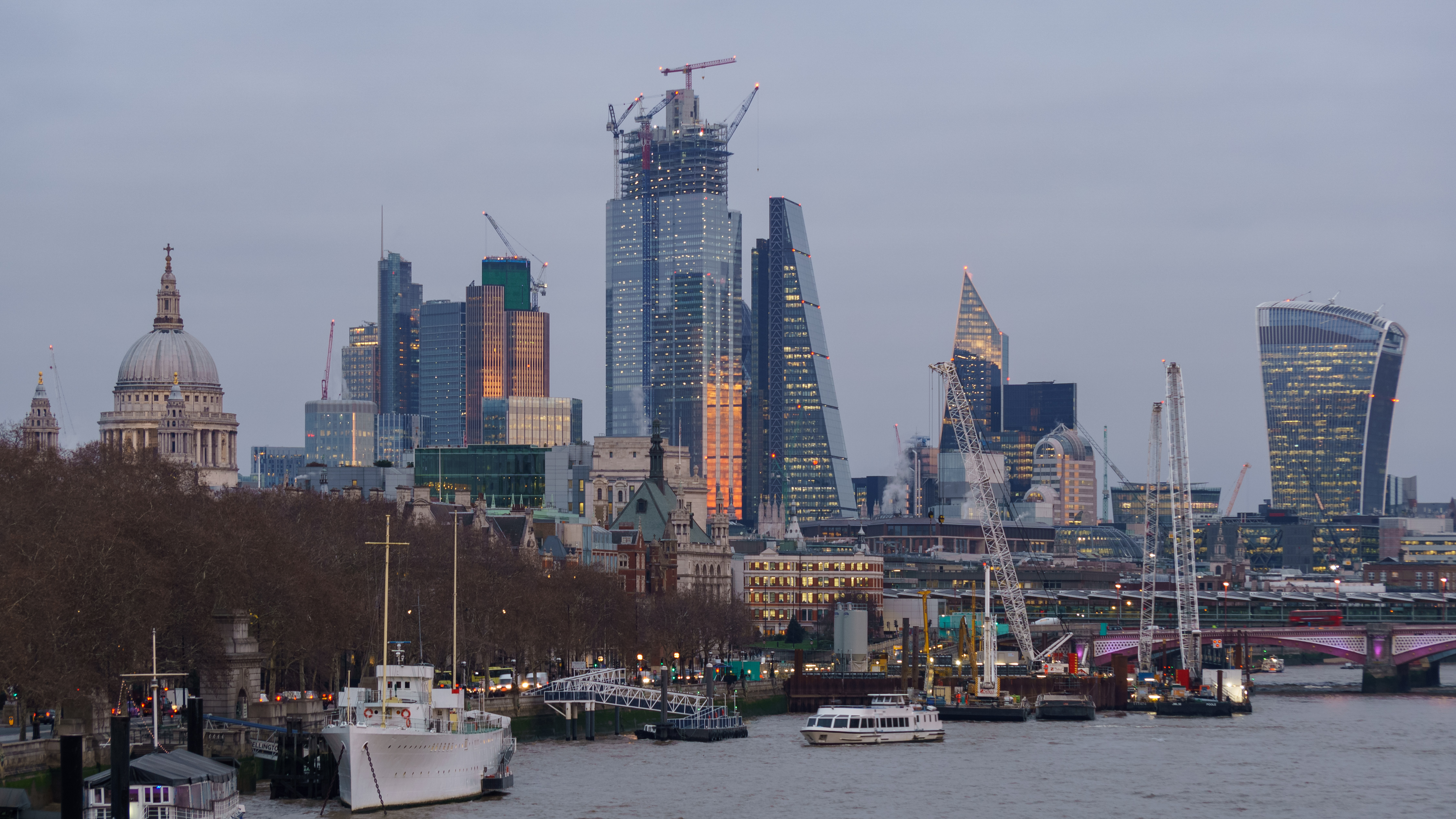
イギリスの首都・ロンドン

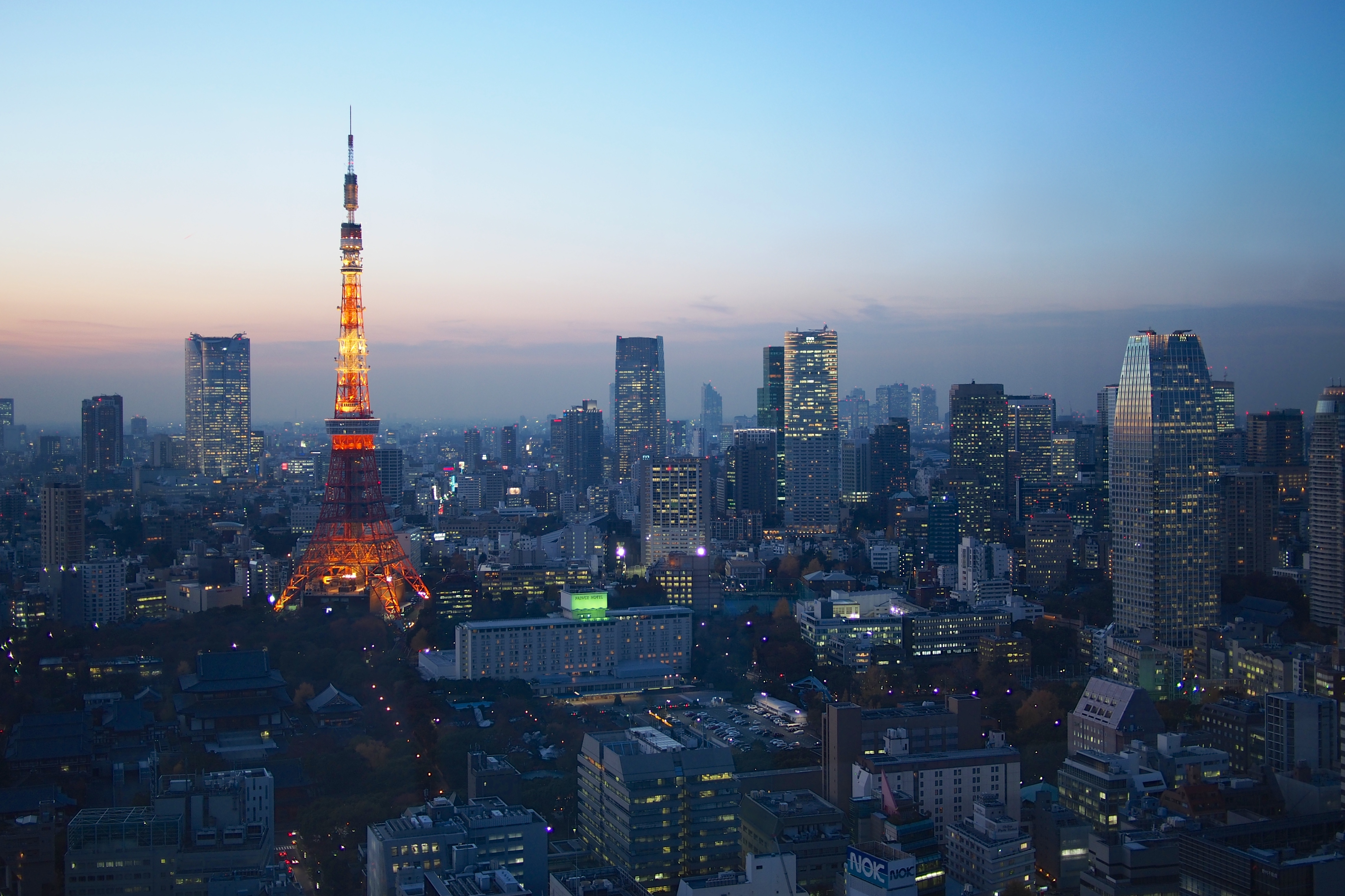
日本の首都・東京

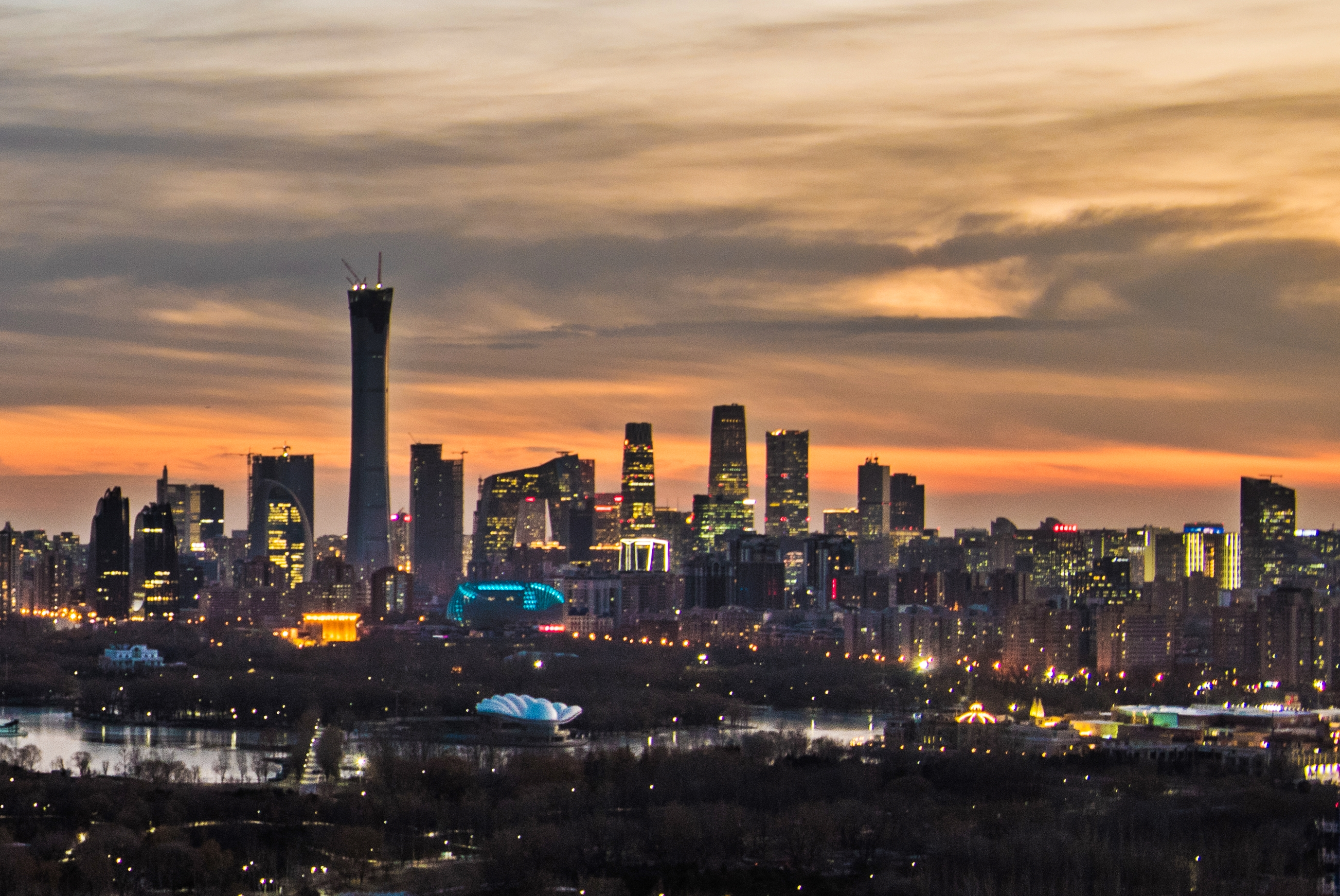
中華人民共和国の首都・北京

首都（しゅと、英: capital / capital city）とは、一国の統治機関が置かれている都市、首府のこと。
一般に近代以降の首都には、政治・行政のほか、経済的な中枢が集中しているが、アメリカやオーストラリア、ブラジルのように政治・行政機能に特化した首都を計画的に建設した国もある。
東京都が平成11年に衆議院「国会等の移転に関する特別委員会」の委員等に文書で問い合わせた所、複数の意見が提示され、また国や時代によっても異なりはっきりとした明確な定義づけは議論の余地を残すとも回答を受けている。
首都は首府（しゅふ）・国都（こくと）・都（みやこ）などとも呼ばれ、また、帝制国家や王制国家の場合は帝都・王都等の称がある。

## 字義
「首」はかしら（頭）くび、こうべ、かみ（上位:首座）、かなめ（要）、かしら（魁帥）、おさ（長）などの意。「都」はみやこ、天子の宮城のある首府をあらわす。周代の行政上の区画では君主の宗廟のある場所を都（ト・ツ）といい、無い場所を邑（イウ）と呼んだ。「都」は寄せ合わせ残らず集める意。曹丕文「頃撰其遺文、都爲一集」。「京」はみやこ（帝都）切り立った高い場所、丘、高い、多い、くじら（鯨＝京）などの意。「京師」は天子の居ますみやこ、京は大、師は衆、大衆のおる所の意、春秋成十三「公如京師」。「京都」は晋の時代、景王の諱を避けて京師を京都としたことによる、魏志文帝紀「任城王薨於京都」。清代に編纂された佩文韻府にはみやこを首に例える用例「首都」「首府」の採録はなく、熟語「首善之區」の元となった首善を採録する。これは漢書・儒林傳序の「故教化之行也，建首善自京師始」に由来する。英語Capitalの語源はラテン語kaputであり印欧語の「頭」あるいは「ウシの頭」をあらわす。ヒエログリフにおける牛の頭はフェニキア語や古代ギリシア語、ラテン語の文字に転用されアルファベット筆頭の「Ａ」を表現する。またCapitalは「資本」とも翻訳される。メトロポリスはギリシャ語で「母都市」の意（mḗtēr「母」+pólis「都市｣）。
日本では一般的に京、洛と呼ばれ、古代から明治までの律令においては「皇都」、明治期から戦前にかけては「帝都」、戦後は「首都」と呼称することが多い。「帝都」の字句は幕末期の文書:船中八策に登場している。

## 類義語

### 主都
漢字検定テキストなどによっては、「主都」は「首都」の誤字・誤用とされている。ただし、「主」はきみ（君主）国家の元首やあるじ、ぬし（家長）、つかさどり（宰）まもり（守）すべる（領）ひと、神や神霊のやどるところ、神などをあらわす意であり、帝都を主都と表記しても字義的には誤りではないと解することもできる。
また、国の首都とは別に、その地域のおもだった都市（プライメイトシティ）を指して「主都」と記述することがある（例：ドイツのバイエルンの主都であるミュンヘン）。「都」ではなくその地域でのおもだったムラ（邑）という意味で「主邑」（しゅゆう）との表現がある。
日本のキリスト教では「主都」を冠する会派がある。

### 首都圏
「首都」の他に「首都圏」という用語もある。「首都」はひとつの都市であるのに対して、「首都圏」は首都とその周辺に広がる都市の群、即ち圏域（都市圏）を指す。首都圏を1個の地方行政区分とする例（フィリピンのマニラ首都圏、インドのデリー首都圏）もあれば、日本のように一部の法律に定義される程度の事例まで存在する。また、中国の北京市など、首都の地方行政区分の区域を広げる例もある。

## 概説
世界の各国の中には、首都の位置を憲法や法令で明示的に記述している国も存在する。たとえばドイツ連邦共和国は法令により首都を具体的に指定しており、憲法にあたるドイツ連邦共和国基本法には第22条(1)に「ドイツ連邦共和国の首都はベルリンである。」と明記されている。アメリカ合衆国では憲法では首都の具体的な地域は指定していないものの、1790年の合衆国首都設置法は首都の位置をワシントンD.C.と明示している。
また、逆に法定の首都を持たない国も存在する。たとえばイギリスや日本は首都の地位を明示する法が存在しない。また、オランダやボリビア、タンザニアなどのように、法的に定められている首都と実際に首都機能が置かれている都市が違う場合もある。
なお、日本の首都について直接定める法令は現存しないが、一般的には東京都であると認識されており、東京都が事実上の首都である。2018年2月には衆議院議員逢坂誠二の質問に対し、「首都を東京都であると直接規定した法令はないが、東京都が日本の首都であることは、広く社会一般に受け入れられているものと考えている」とする日本国政府の公式見解が示された。なお、東京都からは衆議院国会等の移転に関する特別委員会に対して、日本の首都の定義に関する質問を何度か行っている。

## 複都制
首都と呼べる都市を複数持つ国もある。現在日本でも首都が地震や災害などで機能しなくなる事を防ぐ為、首都機能をバックアップする為に近畿圏に副首都を設置・整備する副首都構想がある。

### 東アジアにおける歴史的な複都制
古代の東アジアでは、中国の唐が長安と洛陽と太原の三都制（後には鳳翔と成都を加えた五都制となる）を採用しており、さらに日本（天武朝など）や渤海などの諸国がそれを模倣したように、複都制が広く行われた。この類型の中には、首都が移動するという場合もある。複都制を採っていた唐も、実質的には長安が第一首都（正都）であってその他の都は名目上（副都）にとどまっていたが、時には皇帝は長安を離れて洛陽に移動し、後者が正都としての機能を果たすこともあった。
鎌倉時代後期・江戸時代の日本でも首都機能が分散されており、名目上の首都（天皇のいる京）と、行政機関所在地（幕府のある鎌倉・江戸）とが別々に置かれていた。
モンゴル帝国（元朝）では、大ハーンは宮廷を引き連れ、中国の最北端にある大都（現北京）と、上都（草原の南端部、万里の長城をはさんで大都と対の位置にある）を季節移動した。
ガンデンポタン時代前期（1642-1732）のチベットでは、歴代のチベット・ハンたちはラサのガンデン・カンサル宮殿とダム草原を季節移動した。

### 近代・現代における複都制

#### 複数の首都がある事例
三権分立の観点から、国家の中枢機能を複数の都市に分割している国がある。
- 南アフリカ共和国では、国会はケープタウン（ケープタウン都市圏）、行政府はプレトリア（ツワネ都市圏）、最高裁判所はブルームフォンテーン（マンガウング地方自治体）に所在する。同国の首都は行政機関が置かれているプレトリアであるとするのが通例であるが、厳密にいうと南アフリカ共和国には首都が三つあるということになる。
- チリでは、行政府と最高裁判所はサンティアゴ・デ・チレにあり、同市がチリの首都とみなされている。ただし、国会はバルパライソに所在しており（1990年移転）、同市はチリの立法首都だということになる。
- ドイツ連邦共和国では、国家元首である連邦大統領の官邸や連邦首相府などの行政府と連邦議会などの立法府はベルリンにあり、憲法にあたるドイツ連邦共和国基本法の第22条(1)では「ドイツ連邦共和国の首都はベルリンである」と規定されている。ただし、最高裁判所にあたる連邦憲法裁判所（Bundesverfassungsgericht） や連邦裁判所（Bundesgerichtshof）はバーデン＝ヴュルテンベルク州のカールスルーエにある。また、中央銀行であるドイツ連邦銀行はヘッセン州のフランクフルト・アム・マインに置かれている。
  - 東西統一以前のドイツ連邦共和国（西ドイツ）は、ボンを暫定首都としていた。東西統一後の首都をボンのままとするかそれともベルリンにするかは大きな議論となったが、結局は伝統的な首都であるベルリンを再度統一ドイツの首都とすることで落ち着いた。しかし、もとの暫定首都であったボンに対する配慮から、1994年に「ベルリン・ボン法（「ドイツ統一のための1991年6月20日の連邦議会の決議」実施に関する法律) 」が定められ、ボンは連邦首都(Bundeshauptstadt)（ドイツ語版）であるベルリンと並んで国家の中枢機能を保持する「連邦市 (Bundesstadt)（ドイツ語版）」であると規定された。それにより、ボンには教育学術省、郵政省、環境省、食糧農林省、経済協力省、国防省、研究技術省、保健省、カルテル庁、保険庁、金融機関庁、保険制度監督庁、食糧森林庁、農業市場制度庁、会計検査院、中央鉄道庁などの省庁が置かれることになった。また、連邦首相府の第二官邸（シャウムブルク宮殿）なども置かれており、事実上、ボンはドイツの副都（第2首都）だということになる。
- スイス連邦では、行政府と国会はベルンにあり、同市がスイスの首都とみなされている。ただし、最高裁判所にあたるスイス連邦最高裁判所（ドイツ語版）はローザンヌにある。

時期によって首都を移動させる国もある。
- 王制時代のリビア（1951年 - 1963年はリビア連合王国、1963年 - 1969年はリビア王国）では、トリポリとベンガジの2つの首都を置いており、国王と政府機関は季節によって両首都を使い分けていた。

王国では、王宮所在地と首都が一致しないことがある。
- かつてのラオス王国（1945-1975）では、首都はヴィエンチャンであったが、国王はルアンパバーン（ルアンプラバン）に居住しており、後者はラオスの「王都」と呼ばれていた。これも、「複都制」の類型のひとつとみなすことができよう[注 3]。
- エスワティニ王国では、首都であるムババーネには政府と最高裁判所が存在し、国王の居住する王宮と議会（リバンドラ）はロバンバにある。なお、エスワティニの国王は単なる儀礼的地位ではなく、政治の実権を握っている。

首都と、実権を握る国家元首の常住地が異なっている場合もある。
- かつてのアフガニスタン・イスラム首長国（ターリバーン政権のアフガニスタン）では、首都はこれまで通りカーブルであったが、国家元首（首長/アミール・アル＝ムウミニーン）であるムハンマド・オマルはターリバーンの発祥地であるカンダハールを離れることはなく、さらに国家の最高指導機関である最高評議会もカンダハールにおかれており、カーブルの政府機関はカンダハールのオマルの承認なしにはいかなる政策も実行することはできない状態に置かれた。この時期のアフガニスタンでは事実上、カーブルとカンダハールの二つの首都が存在し、しかも前者は後者に従属していたということができる。

#### 名目上の首都と事実上の首都の分離
憲法や法律で首都を規定している国家では、憲法や法律で規定された名目上の首都と、国家機関が集中する事実上の首都が異なる例が存在する。
- オランダ：憲法上の首都であるアムステルダム[18] と、国家機関所在地であり国家元首である国王（現在はウィレム＝アレクサンダー 国王）の常住地（事実上の首都）であるハーグ[注 4]。
- ボリビア：憲法上の首都であり最高裁判所所在地であるスクレと、行政府と国会の所在地であるラパス。1826年の建国から1890年まではスクレが名実ともにボリビアの首都であったが、1899年にラパスを拠点とした勢力が革命によって政権を掌握し、翌年に議会と政府をスクレからラパスに遷した。
- モンテネグロ：憲法上の首都であるツェティニェと、国家機関所在地（事実上の首都）であるポドゴリツァ。
- ベナン：憲法上の首都であるポルトノボと、国家機関所在地（事実上の首都）であるコトヌー。
- スルプスカ共和国（セルビア人共和国）（連邦国家ボスニア・ヘルツェゴビナのふたつの構成体国家のうちのひとつ）：憲法上の首都であるイストチノ・サラエヴォ（東サラエヴォ）と、国家機関所在地（事実上の首都）であるバニャ・ルカ。

遷都を宣言したにもかかわらず、新首都に国家機関の移転が進まず、実際の首都機能の大半が未だ旧首都にとどまっている事例もある。
- スリランカ：1985年にコロンボからスリジャヤワルダナプラコッテに遷都したが、現在も国会議事堂、森林局などが新首都に移転しただけで、大統領府をはじめ行政機関の大半はコロンボにとどまっている。
- インド：従来はデリー（インド首都圏）のオールドデリー地区が首都であったが、新首都として建設されたニューデリー地区に移転。但しニューデリーはオールドデリーと同じく、未だにデリー（正式にはデリー首都圏）の一角をなす行政区分となっているため、法定上の首都はデリーとしている。なお、日本ではニューデリー（地区）とデリー市本体を一括にせず、個別の自治体扱いとして区分されている場合が多い。
- タンザニア：法律上の首都であるドドマと、旧首都で今でも国家機関の多くが置かれているダルエスサラーム。
- コートジボワール：1983年にアビジャン からヤムスクロに遷都されたが、行政官庁などの移転は進まず（在コートジボワール日本大使館もアビジャンにある ）、実質上の首都機能は現在も同国最大都市であるアビジャンが果たしている。

それとは逆に、新たな都市を建設して首都機能の主要部分を移転するという事例もある。この場合、遷都は宣言されない。また、法的な首都の方にも首都機能の一部は残ることになる。
- マレーシア：首都はクアラルンプールであるが、連邦政府および連邦裁判所はクアラルンプールの南郊約25kmの場所に建設された新行政首都プトラジャヤへ移転した。ただし、連邦議会議事堂は移転せずにクアラルンプールにとどまっており、法律上の首都はクアラルンプールのままである。事実上、マレーシアはクアラルンプールとプトラジャヤの複都制を採っていることになる。

政治的な事情により、事実上の首都と形式上の首都が異なる国もある。極端な場合、実際には統治していない場所を政治的理由から首都と主張することもある。事実上の首都は「臨時首都」などの名称で呼ばれることもある。
- 中華民国（台湾）は、実質上の首都は台北であるが、台北は「臨時首都」に過ぎず、あくまで首都は南京であるとする公文書が存在する。もちろん現在の南京は中華人民共和国の支配下にあるが、中華民国は大陸を支配していた時代には南京に首都を置いていたことに由来する。
- 朝鮮民主主義人民共和国の首都は平壌であるが、1972年までは憲法上の首都はソウルであり、平壌は統一までの臨時首都とされていた。

これも政治的な事情により、事実上の首都が国際的には認知されていないという場合もある。
- イスラエルは、議会でのエルサレム基本法の制定により東エルサレムを含めたエルサレムを不可分かつ永遠の首都と宣言し、国家機関の多くもエルサレムに置かれている。しかし、国際連合や諸外国の多くはこれを認めず、テルアビブを首都と見なし、在外公館（大使館など）を同市に置いている（エルサレム#首都問題を参照）。
- 日本：明治天皇が二度目の東京行幸で東京城に移って以来、「天皇の存する所＝首都」という意味でも日本の首都は事実上京都から東京に遷都したが、「行幸」は「（天皇の）外出」と言う意味であり、出発時に京都民に「留守を頼む」と言ったという話もあって、名目上の日本の首都はいまだに京都にあるという考え方をする者もいる（東京奠都参照）。

## 都市国家
都市国家については、1つの都市が主権を持ち国家となっているため、国家と都市と首都が同義である。シンガポール、モナコがその事例であり、前者は首都シンガポール市がそのままシンガポールという国家、モナコは首都モナコ市がそのままモナコ公国という国家になっている。こうした国家では、地方自治体が存在しない。

## 首都が存在しない国
面積の小さなミニ国家では、首都が存在しない場合もある。
- ナウル共和国の首都は通例、政府機関が位置するヤレンであるとされているが、同国には「都市」と呼べるものが存在せず、ナウル政府も自国の「首都」の存在を公認していない。ヤレンは首都というより行政府所在地というのが正確である。
- バチカン市国は通例は都市国家であるとみなされているが、実際にはバチカンはローマの北西部に位置する丘の上の城壁に囲まれた約0.44 km²の範囲を指しており、「バチカン市」というような単独の都市を構成しているわけではない。
- シンガポールやモナコは都市国家であるため、首都が存在しない、あるいは国家全体が首都といえる。

## 首都と主要都市
首都は、国政の中心として交通の便が良い場所が選定されることが多い。したがって、首都と最大都市は、必ずしも一致しない。
首都が最大都市である国（例：日本、韓国、北朝鮮、タイ、イギリス、フランス、ロシア、メキシコなど）もあれば、首都と最大都市が異なる国（下表）もある。
外国大使館は基本的に首都に置かれるが、イスラエルのように、承認に係る事情から外の都市に置かれる例もある。
また、政治の中心地と経済の中心地（その国の最大都市であることが多い）を分離する場合もある。パキスタン最大の都市カラチ（旧首都）は人口1200万人を超える（非公式推計では2000万人に達するともいわれる）が、首都イスラマバードは人口80万人程度であるという極端な例もある。これらの中には、それまで政治中枢と経済中枢を兼ねていた首都が過密になり過ぎ、また一極集中の弊害も無視できなくなったために、別の場所に新都市を建設して遷都したという例もある。コートジボワールとブルンジでは、最大の都市（いずれもかつての首都）を「経済の首都」として公式に経済の中心地と定めている。

### 首都と主要都市とが異なる例
一時期のみ異なっていた例も含めている。以下、「首都」とある都市はすべてその国の政治中枢である。
| 国                     | 首都                                           | 最大都市（または事実上の首都）                                                |
| ---------------------- | ---------------------------------------------- | ----------------------------------------------------------------------------- |
| アメリカ合衆国         | ワシントンD.C.                                 | ニューヨーク（旧首都）                                                        |
| アラブ首長国連邦       | アブダビ                                       | ドバイ                                                                        |
| インド                 | デリー                                         | ムンバイ                                                                      |
| エクアドル             | キト                                           | グアヤキル                                                                    |
| オーストラリア         | キャンベラ                                     | シドニー                                                                      |
| カザフスタン           | アスタナ                                       | アルマトイ（旧首都）                                                          |
| カナダ                 | オタワ                                         | トロント（旧首都）                                                            |
| カメルーン             | ヤウンデ                                       | ドゥアラ                                                                      |
| ガンビア               | バンジュール                                   | セレクンダ                                                                    |
| コートジボワール       | ヤムスクロ                                     | アビジャン（旧首都、経済の首都）                                              |
| サンマリノ             | サンマリノ                                     | セラヴァッレ                                                                  |
| シリア                 | ダマスカス                                     | アレッポ                                                                      |
| スイス                 | ベルン                                         | チューリッヒ                                                                  |
| スーダン               | ハルツーム                                     | オムドゥルマン                                                                |
| スリランカ             | スリジャヤワルダナプラコッテ                   | コロンボ（旧首都）                                                            |
| 赤道ギニア             | マラボ                                         | バタ                                                                          |
| タンザニア             | ドドマ                                         | ダルエスサラーム（旧首都）                                                    |
| 中華人民共和国         | 北京                                           | 上海                                                                          |
| トリニダード・トバゴ   | ポートオブスペイン                             | サンフェルナンド                                                              |
| トルコ                 | アンカラ                                       | イスタンブール（かつての東ローマ帝国・オスマン帝国の首都）                    |
| ナイジェリア連邦共和国 | アブジャ                                       | ラゴス（旧首都）                                                              |
| ニュージーランド       | ウェリントン                                   | オークランド（旧首都）                                                        |
| パキスタン             | イスラマバード                                 | カラチ（旧首都）                                                              |
| パラオ                 | マルキョク（人口約400人）                      | コロール（旧首都）                                                            |
| フィリピン             | マニラ                                         | ケソン                                                                        |
| ブラジル               | ブラジリア                                     | サンパウロ                                                                    |
| ブルンジ               | ギテガ                                         | ブジュンブラ（旧首都、経済の首都）                                            |
| ベトナム               | ハノイ                                         | ホーチミン市（旧称：サイゴン。旧ベトナム共和国と旧南ベトナム共和国の首都）    |
| ベナン                 | ポルトノボ                                     | コトヌー（事実上の首都）                                                      |
| ベリーズ               | ベルモパン                                     | ベリーズシティ（旧首都）                                                      |
| ボリビア               | スクレ                                         | 事実上の首都ラパス、経済の中心都市サンタクルス                                |
| マラウイ               | リロングウェ                                   | ブランタイヤ                                                                  |
| マルタ                 | バレッタ                                       | ビルキルカラ（旧首都）                                                        |
| 南アフリカ共和国       | プレトリア（行政府所在地としての首都のひとつ） | ヨハネスブルグ                                                                |
| ミクロネシア連邦       | パリキール                                     | ウェノ                                                                        |
| ミャンマー             | ネピドー                                       | ヤンゴン（旧称：ラングーン。旧首都）                                          |
| モロッコ               | ラバト                                         | カサブランカ                                                                  |
| リビア                 | トリポリ（トリポリタニア）                     | 東部の行政中心地ベンガジ（キレナイカ）、 かつての王室アルバイダ（キレナイカ） |
| リヒテンシュタイン     | ファドゥーツ                                   | シャーン（旧首都）                                                            |

## 傾向
一般に、首都は過密地になりやすい。これは、国家機関（日本でいうところの国会議事堂、中央省庁、最高裁判所）が置かれているために、国家機関の周りに企業が密集するためである。このように、本来、首都は政治と行政の中心地であるが、経済の中心地になることも珍しくない（例：東京都（特に東京特別区）、パリ、バンコク、ソウル）。こういう経過に至った国家では、首都を移転すること（遷都）によって、経済の中心地ではない都市を新しく首都に選定することもある。
ただし、ブラジリア（ブラジル）やキャンベラ（オーストラリア）のように、何もない原野などに国家機関だけを建設した場合は、この限りではない。ベリーズの首都であるベルモパンに至っては、人口が1万人程度である。

## 首都名の持つ意味
政治の中心地であるので、政界などではしばしばその国の中央政府を指すのに首都名を使う。例えば「ワシントン」はアメリカ政府を指し、「北京」は中国政府を指す。特に分断国家に対する中立的呼称として使われることがある。
例:北京政府(中華人民共和国)と台北政府(中華民国)

## 首都制度

### 広域自治体が首都である場合
基礎自治体（例えば市）よりも上位にある広域自治体（例えば県・州）そのものが首都であることがある。
- バンコク都（タイ）[注 5]
- ジャカルタ首都特別州（インドネシア）
- メキシコシティ（メキシコ）

### 国家直轄区域が首都である場合
- ワシントンD.C.（アメリカ合衆国）
- クアラルンプール（マレーシア）

### 特別市が首都である場合
1市単独で広域自治体（県や州）を構成する市は、特別市と称される。特に首都は過密化しやすい点から、特別市となっている所が多い。また、首都以外でも、首都に伍する過密都市（大抵は1つ）は、特別市とされる所もある。
- 1市単独で「県」を構成する首都
  - パリ市（フランス）[注 6]
  - ブカレスト（ルーマニア）
- 1市単独で「州」またはそれと同等の「行政単位」を構成する首都
  - ソウル特別市（大韓民国）
  - 北京市（中華人民共和国）
  - 台北市（中華民国（台湾））
  - 平壌直轄市（朝鮮民主主義人民共和国）
  - モスクワ市（ロシア連邦）
  - ウィーン市（オーストリア）
  - ベルリン市（ドイツ）
  - ソフィア市（ブルガリア）
  - ブエノスアイレス（アルゼンチン）
  - ハバナ市（キューバ）
  - ボゴタ（コロンビア）
  - サンティアゴ・デ・チレ（チリ）
  - ブラジリア市（ブラジル）
- 1市単独で「郡」を構成する首都
  - ザグレブ（クロアチア）
  - ベオグラード（セルビア）
- 首都以外で、1市単独で「州」を構成する市
  - 釜山広域市、大邱広域市、仁川広域市、光州広域市、大田広域市、蔚山広域市、世宗特別自治市（大韓民国）
  - 羅先特別市、南浦特別市（朝鮮民主主義人民共和国）
  - 新北市、桃園市、高雄市、台中市、台南市（中華民国（台湾））
  - 上海市、天津市、重慶市（中華人民共和国）
  - サンクトペテルブルク市（ロシア連邦）
  - 自由ハンザ都市ハンブルク（ドイツ）

一方で、首都であっても国内のほかの主要都市同様、上位の広域自治体の管轄区域内に含まれるケースも少なからず見られる。たとえば、カナダの場合は連邦政府の直轄行政地区が存在せず、同国の首都オタワは行政上オンタリオ州内の一都市としての位置づけである。また、イタリアの首都ローマはローマ県、およびその上位地方行政区画であるラツィオ州の区域にそれぞれ属し、同時にその県都ならびに州都でもある。